# Metropolitana di Chicago
La metropolitana di Chicago (chiamata anche The "L", che sta per elevated) è il sistema di trasporto pubblico rapido che serve la città di Chicago e alcuni dei suoi sobborghi circostanti. È gestito dalla Chicago Transit Authority (CTA) ed è il quarto sistema di trasporto rapido più grande negli Stati Uniti d'America in termini di lunghezza totale, con 165,4 km nel 2014, e la terza più trafficata negli Stati Uniti dopo New York e Washington. Nel 2016, la "L" contava 1.492 carrozze ferroviarie, otto differenti linee e 145 stazioni; l'utilizzo giornaliero medio era di 759.866 persone.
La metropolitana opera 24 ore al giorno sulle linee rossa e blu, ed è uno dei quattro servizi di trasporto rapido degli Stati Uniti ad effettuare questo servizio Le sezioni più antiche della "L" iniziarono il servizio nel 1892, il che la rende il secondo sistema di trasporto rapido più antico delle Americhe, dopo la linea elevata di New York. La maggior parte delle linee è in superficie e viaggia in sopraelevata (la più famosa è quella del Loop).
La metropolitana ha favorito la crescita del densamente popolato centro cittadino, e ne è diventata una delle caratteristiche che lo definiscono. Consiste di otto linee di trasporto rapido a sviluppo hub and spoke, che si concentra verso il Loop. La rete "L" ha ottenuto il proprio nome perché gran parte del sistema viaggia su percorso sopraelevato. Tuttavia, alcune porzioni della rete si trovano in tunnel sotterranei, a livello strada oppure in tracciati a cielo aperto.
In un sondaggio del 2005, i lettori del Chicago Tribune hanno votato la rete come una delle "sette meraviglie di Chicago", dopo il lungolago, il Wrigley Field, ma davanti alla Willis Tower (prima conosciuta come Sears Tower), il Water Tower, l'Università di Chicago ed il Museo della scienza e dell'industria.

## Linee
Dal 1993, le linee sono ufficialmente identificate dal colore, anche se alcuni antichi nomi delle linee sono ancora presenti nelle pubblicazioni di CTA e nel linguaggio popolare per distinguere le ramificazioni delle linee più lunghe. Le stazioni si trovano in tutta Chicago, e anche nei vicini centri di Forest Park, Oak Park, Evanston, Wilmette, Cicero, Rosemont e Skokie.
- █ Linea rossa, consistente delle ramificazioni di North Side Main Line, State Street subway e Dan Ryan

La linea rossa è la più trafficata, serve una media di 234.232 passeggeri al giorno. Essa comprende 33 stazioni su 42 km di percorso e si estende dal capolinea di Howard nella parte settentrionale della città, per raggiungere quasi il confine meridionale della città, attraversando il centro di Chicago passando per State Street, estendendosi lungo la Dan Ryan Expressway fino alla stazione 95th/Dan Ryan. Vi sono dei piani di estensione in esame fino alla 130ª strada. La linea rossa è una delle due linee in funzione 24 ore al giorno 7 giorni su 7, ed è l'unica linea "L" che passa sia per Wrigley Field che per Guaranteed Rate Field, le sedi delle squadre del Chicago's Major League Baseball, dei Chicago Cubs e Chicago White Sox. Le carrozze ferroviarie hanno la rimessa a Howard Yark per la parte settentrionale e al 98th Yard per la parte meridionale.
- █ Linea azzurra, consistente delle ramificazioni di O'Hare, Milwaukee-Dearborn Subway e Congress

La linea azzurra si estende dall'Aeroporto Internazionale di Chicago-O'Hare fino al Congress-Dearborn-Milwaukee subway di West Side, attraversando il Loop. Il tracciato è lungo 43 km. Il numero complessivo di stazioni è 33. La linea Azzurra è la seconda più trafficata. Fino al 1970 la parte nord della linea azzurra terminava a Logan Square; in quel periodo, la linea era chiamata Milwaukee, prendendo il nome dal Milwaukee Avenue, che correva parallelo al tracciato. In quell'anno la linea fu estesa a Jefferson Park passando per la Kennedy Expressway e e nel 1984 a O'Hare. La linea azzurra è la seconda più frequentata, con 176.120 viaggi quotidiani. Opera 24 ore al giorno, 7 giorni la settimana.

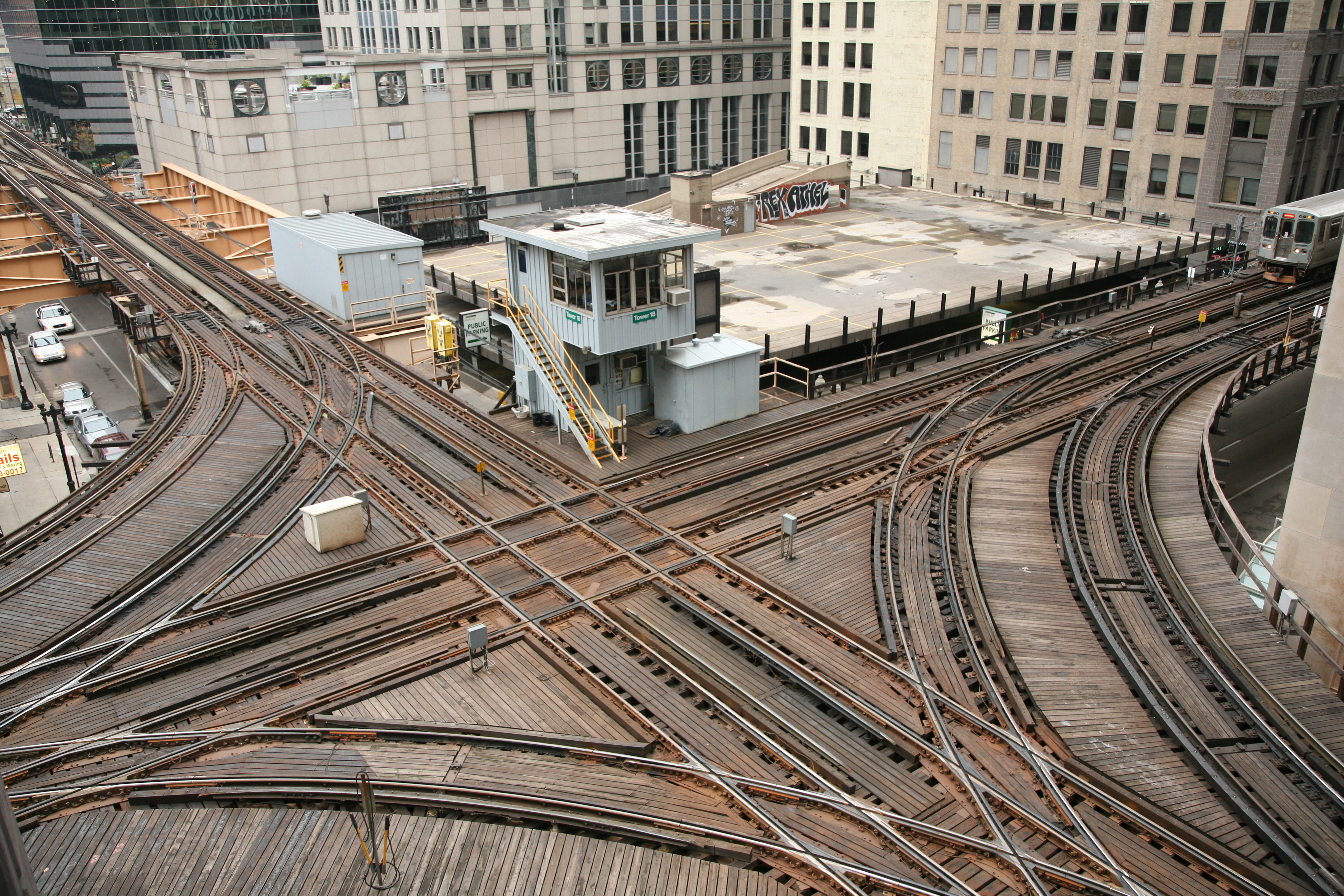
Incrocio delle linee viola, marrone, rosa, verde e arancione

- █ Linea marrone o Ravenswood Line

La linea marrone segue un percorso di 18 km tra il capolinea di Kimball ad Albany Park e il Loop nel centro di Chicago. Nel 2013, la linea marrone aveva un numero di viaggiatori al giorno pari a 108.529
- █ Linea verde, costituita dal Lake Street ed Englewood-Jackson Park.

La linea verde si estende per 33,5 km con 30 fermate tra Forest Park e Oak Park (Harlem/Lake) raggiungendo il South Side attraverso il Loop; si tratta di un percorso completamente sopraelevato, che utilizza i segmenti più datati del sistema risalenti al 1892. A sud della stazione di Garfield, la linea si divide in due rami, con i treni che terminano ad Ashland/63rd a West Englewood e a Cottage Grove/63rd a Woodlawn. Il ramo East 63rd si estendeva in passato a Jackson Park, ma la porzione della linea ad est di Cottage Grove, che correva sopra la 63° strada, fu demolito negli anni '80 e nel 1997 a causa di problemi strutturali e non fu mai ricostruito come richiesto dalla comunità. Il numero medio di passeggeri giornalieri nel 2013 era di 68.230
- █ Linea arancione o Line Midway

La linea si estende per 21 km e fu costruita tra il 1987 ed il 1993 su tracciati ferroviari esistenti e tramite nuove strutture elevate di cemento ed acciaio. Uno dei capolinea è adiacente all'Aeroporto di Chicago-Midway nel Southwest Side, fino al Loop nel centro di Chicago. La frequentazione media giornaliera nel 2013 era di 58.765 passeggeri.
- █ Linea rosa costituita dal ramo Cermak e dal Paulina Connector.

Si estende per 18 km e si stacca dal vecchio tracciato della linea azzurra da 54th/Cermak a Cicero fino alla linea verde a Lake Street, per finire al Loop. I passeggeri quotidiani nel 2013 erano 31.572. In precedenza la linea si estendeva fino a Oak Park a Berwyn, 3,4 km ad ovest dell'attuale capolinea. Nel 1952 venne chiuso il servizio sulla porzione ad ovest della 54ª strada, e nel decennio successivo le stazioni ed il tracciato vennero distrutti.
- █ Linea viola, costituita dal Shuttle Evanston ed Evanston Express

La linea viola ha un tracciato di 6 km. Nel terminal di Howard Street si congiunge con le linee rosse e gialle. Il nome "linea viola" è un riferimento alla vicina Northwestern University, con quattro fermate (Davis, Foster, Noyes e Central) e si trova a soli due isolati a ovest del campus universitario. Una parte della linea funziona solo nelle ore di punta e serve a potenziare il notevole flusso di passeggeri presenti sulla linea rossa (tra Howard e Clark).
- █ Linea gialla o Skokie Swift

La linea gialla ha un tracciato di 8 km. Ci sono attualmente dei progetti per costruire una stazione a Oakton Street per servire i dintorni di Skokie.

## Monorotaia
Sono presenti due monorotaie all'interno dell'aeroporto di O'Hare che collegano i vari terminal dell'aeroporto (una collega il terminal 2, 3, 5 e il parcheggio) e l'altro i terminal restanti.